# 1990年世界女子手球錦標賽
1990年世界女子手球錦標賽為第10屆世界女子手球錦標賽，是一項由國際手球總會（IHF）主辦的全球性手球賽事。本屆賽事於1990年11月24日-12月4日在韓國舉行，這亦是賽事首次在歐洲以外的地方舉行。
賽事總共有16支隊伍參加，最終由蘇聯國家女子手球隊衛冕，連續三屆贏得冠軍。

## 最終排名
| 排名 | 隊伍     |
| ---- | -------- |
| 金牌 | 苏联     |
| 銀牌 | 南斯拉夫 |
| 銅牌 | 东德     |
| 4    | 西德     |
| 5    | 奥地利   |
| 6    | 挪威     |
| 7    | 羅馬尼亞 |
| 8    | 中國     |
| 9    | 波蘭     |
| 10   | 丹麦     |
| 11   |          |
| 12   | 保加利亚 |
| 13   | 瑞典     |
| 14   | 法國     |
| 15   | 加拿大   |
| 16   | 安哥拉   |